# Dzwonkówka oprószona
Dzwonkówka oprószona (Entoloma pulvereum Rea) – gatunek grzybów z rodziny dzwonkówkowatych (Entolomataceae).

## Systematyka i nazewnictwo
Pozycja w klasyfikacji według Index Fungorum: Entoloma, Entolomataceae, Agaricales, Agaricomycetidae, Agaricomycetes, Agaricomycotina, Basidiomycota, Fungi.
Po raz pierwszy gatunek ten opisał w 1907 r. Carleton Rea na ziemi pod ostrokrzewem kolczastym w Anglii. Synonimy:
- Leptonia pulverea (Rea) P.D. Orton 1960
- Pouzarella pulverea (Rea) Mazzer 1976
- Pouzaromyces pulvereus (Rea) P.D. Orton 1991

Polską nazwę zarekomendował w 2003 r. Władysław Wojewoda.

## Występowanie i siedlisko
W Polsce do 2025 r. jedyne stanowisko podał w 1998 r. Andreas Gminder na Siwej Polanie w Tatrach.
Grzyb naziemny.